# Juge en chef des États-Unis
Le juge en chef des États-Unis (en anglais : Chief Justice of the United States) est le président de la Cour suprême des États-Unis et à ce titre, le plus haut magistrat du système judiciaire fédéral américain.
Il préside en pratique le Sénat fédéral lors d'un procès d'impeachment à l'encontre du président des États-Unis. La tradition veut que ce soit devant lui que le président des États-Unis prête serment à sa prise de fonction.
Le 17e et actuel juge en chef des États-Unis est John G. Roberts, Jr., nommé par le président George W. Bush. Il a pris ses fonctions le 29 septembre 2005 après sa confirmation par le Sénat.

## Histoire
La Constitution américaine n'établit pas explicitement la fonction de juge en chef mais pré-suppose son existence par une simple référence dans l'article I, Section 3 : « When the President of the United States is tried, the Chief Justice shall preside.» Rien d'autre n'est dit dans la Constitution sur sa fonction, ni aucune distinction entre le juge en chef et les juges associés, les autres membres de la Cour suprême, qui ne sont jamais mentionnés dans la Constitution.
Le juge en chef des États-Unis, comme les autres juges, est nommé par le président des États-Unis puis confirmé à son siège par le Sénat américain. La Constitution américaine statue que tous les juges de la Cour « shall hold their offices during good behavior » ce qui signifie que leur nomination est à vie, ne se terminant seulement quand un magistrat choisit de se retirer, meurt ou est démis par la Chambre des représentants, décision qui doit être confirmée par le Sénat.
Quelques juges en chef, comme William H. Rehnquist, furent nommés par le président après avoir été juge associé. Un juge nommé alors qu'il est déjà membre de la Cour suprême doit aussi être confirmé par le Sénat (un rejet par le Sénat ne remet pas en cause sa précédente position de juge assesseur). La plupart des juges en chef, dont Roberts, ont été nommés à la plus haute fonction de la Cour sans avoir été auparavant membre de cette dernière ; certains comme John Marshall et Earl Warren, ont été nommés sans expérience judiciaire.
Le poste est souvent incorrectement nommé « juge en chef de la Cour suprême » (Chief Justice of the Supreme Court). Le titre 28, du Code des États-Unis, sec. 1 spécifie le titre de « Chief Justice of the United States » et non seulement de la Cour seule. Le titre a changé sur suggestion du sixième juge en chef des États-Unis, Salmon P. Chase, qui souhaitait donner plus d'importance au rôle de la Cour, comme égal au gouvernement. Par contre, les huit autres membres de la Cour sont juges assesseurs de la Cour suprême des États-Unis et non « juges associés des États-Unis ».
Le salaire du juge en chef des États-Unis, fixé par le Congrès, est légèrement supérieur à celui d'un juge assesseur. En 2007, il se montait à 212 100 dollars annuels.
En 2018, il se monte à 267,000 dollars, contre 255,300 dollars pour les juges associés.

## Devoirs
En plus des devoirs d'un juge assesseur, le juge en chef des États-Unis a plusieurs autres devoirs.

### Procès d'impeachment
L'article I, section 3 de la Constitution américaine dispose que le juge en chef des États-Unis doit présider au Sénat les procès d'impeachment du président des États-Unis. Cette exception à l'égard des autres impeachments permet d'éviter un conflit d'intérêt où le vice-président, en tant que président du Sénat, préside le procès du locataire de la Maison-Blanche. Trois juges en chef des États-Unis, Salmon P. Chase, William Rehnquist et John G. Roberts, Jr., ont eu à présider un tel procès au Sénat qui faisait suite à une procédure d'impeachment du président : Chase en 1868 pour la procédure à l'encontre du président Andrew Johnson, Rehnquist en 1999 pour la procédure à l'encontre du président Bill Clinton, et Roberts, Jr. en 2020 pour la procédure à l'encontre du président Donald Trump.
Le juge en chef des États-Unis présiderait un procès d'impeachment du vice-président si, sous les termes du XXVe amendement de la Constitution, le vice-président sert comme président par intérim. Cependant, aucun vice-président n'a eu de procédure d'impeachment (Spiro Agnew démissionna avant, sous la menace d'une telle procédure), et aucun n'a été président par intérim plus de quelques heures. Les règles du sénat imposent que le juge en chef préside aussi les procès contre les vice-présidents.
Son rôle est essentiellement protocolaire, bien qu'il ait en théorie la maîtrise des procédures et des présentations de preuves, du fait que le Sénat, contrairement à un procès conventionnel, décide de la marche à suivre par un vote de majorité simple. Il est possible que le juge en chef ait le pouvoir de départage en cas d'égalité,.

### Ancienneté
Le juge en chef des États-Unis est considéré comme le juge ayant le plus d'ancienneté, indépendamment du nombre d'années de service à la Cour. Il en résulte qu'il préside les conférences où les affaires sont discutées et les juges votent. Habituellement, le juge en chef parle le premier, et a donc une influence sur la suite que prend la discussion.
Le juge en chef des États-Unis établit le calendrier des réunions hebdomadaires où les juges passent en revue les pétitions pour certiorari, pour décider d'entendre ou refuser chaque affaire soumise. Moins d'un pour cent des affaires soumises à la Cour suprême sont acceptées et entendues[réf. nécessaire]. Alors que les juges assesseurs peuvent ajouter des points à l'agenda hebdomadaire, en pratique le pouvoir du juge en chef d'établir l'agenda initial a une grande influence sur la direction de la Cour.
En dépit de son ancienneté et de son prestige supplémentaire, le vote du juge en chef des États-Unis n'a pas plus de poids que le vote d'un autre juge de la Cour. Cependant, lors de chaque vote, le plus ancien des juges dans la majorité du vote, a le pouvoir de décider qui rédigera l'"Opinion de la Cour". Comme le juge en chef est toujours considéré comme le membre le plus ancien, s'il ou elle est dans la majorité du vote, alors il décide qui écrira l'Opinion de la Cour. Ce pouvoir de choisir l'auteur (dont la possibilité de se choisir lui-même) permet au juge en chef qui est dans la majorité du vote, d'influencer la rédaction de la décision. Deux juges qui sont dans une même majorité de vote et à qui est donnée cette opportunité de rédaction, peuvent écrire l'opinion majoritaire de manière très différente (résultat de beaucoup d'opinions qui se sont confrontées lors du débat) ; confier la rédaction de la décision à un juge associé dont le vote n'est pas certain peut éventuellement permettre d'assurer une majorité (une tactique qu'Earl Warren aurait utilisée). Un juge en chef qui connait ses assesseurs peut donc, par le simple acte de choisir le rédacteur, avoir une grande influence sur la teneur de l'opinion, ce qui pourra ensuite influer sur l'interprétation de cette opinion dans les affaires soumises aux cours de niveau inférieur dans les années qui suivent (jurisprudence). Il est dit que certains juges en chef, notablement Earl Warren et Warren Earl Burger, ont parfois changé leur vote pour être dans une majorité avec laquelle ils n'étaient pas d'accord, et ce afin de pouvoir choisir le juge associé qui rédigerait l'Opinion de la cour.

### Prestation de serment
Le juge en chef des États-Unis reçoit la prestation de serment lors de l'inauguration du mandat du président des États-Unis. Cette responsabilité est une tradition mais n'est pas constitutionnellement obligatoire. Tout juge fédéral ou juge d'État, aussi bien que les notaires publics sont habilités par la loi à recevoir des serments ou des déclarations.
Le juge en chef des États-Unis n'a pas reçu les prestations de serment de sept présidents. Robert Livingston, en tant que chancelier de l'État de New York, administra la prestation de serment de George Washington lors de son premier mandat; William Cushing, un juge assesseur de la Cour suprême, administra le second. Le père de Calvin Coolidge, un notaire public, administra la prestation de serment de son fils après le décès de Warren Harding. Cela fut cependant contesté lors du retour de Coolidge à Washington et le serment fut refait par le juge A. Hoehling de la Cour suprême du district de Columbia. Les serments de John Tyler, Millard Fillmore, Chester A. Arthur, Theodore Roosevelt et Lyndon B. Johnson reflétaient la nature inattendue de leur prise de fonctions, par la mort du président. Ainsi la juge Sarah T. Hughes de la Cour de district administra dans Air Force One à Dallas la prestation de serment de Johnson après l'assassinat de John Kennedy.

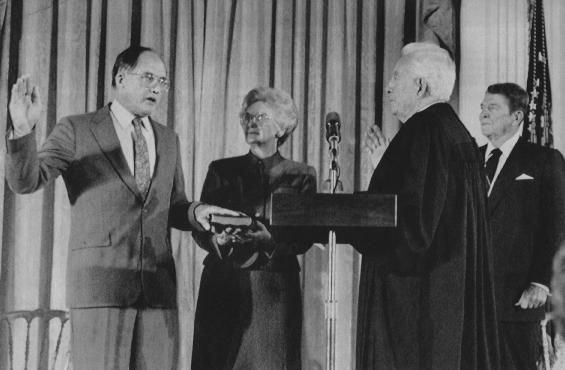
William Rehnquist (gauche) fait le serment de juge en chef devant l'ancien juge en chef Warren Earl Burger en 1986, son épouse, Natalie, tient la bible sous le regard du président Ronald Reagan (à l'extrême droite, près du drapeau.

### Autres devoirs
Le juge en chef des États-Unis :
- est le chef de la Judicial Conference of the United States, chef du corps administratif des cours fédérales américaines. La Judicial Conference a le pouvoir par le Rules Enabling Act (en) de proposer des règles, qui sont alors promulguées par la Cour suprême, susceptibles d'un véto du Congrès, pour s'assurer d'un fonctionnement sans accroc des cours fédérales. Des parties importantes du Federal Rules of Civil Procedure et du Federal Rules of Evidence ont été adoptées par les plupart des législatures d'État et sont considérées comme canoniques par les écoles de droit américaines.
- nomme les membres de l'United States Foreign Intelligence Surveillance Court (ou FISC), une « Cour secrète » qui supervise les demandes de mandats de surveillance des agences de police fédérale (en premier lieu le FBI) contre des espions étrangers sur le territoire américain.
- nomme les membres de la Judicial Panel on Multidistrict Litigation, un tribunal spécial composé de sept juges fédéraux en fonction, responsables du choix du lieu pour coordonner les procédures préparatoires au procès dans les situations où des actions fédérales liées entre elles ont été enregistrées dans des districts judiciaires différents.
- est membre ex officio du Board of Regents, et par usage comme Chancelier de la Smithsonian Institution.

## Liste des juges en chef des États-Unis
| Titulaires | Titulaires            | Titulaires | Date de confirmation (vote)         | Mandat                               | Nommé par                     | Note |
| ---------- | --------------------- | ---------- | ----------------------------------- | ------------------------------------ | ----------------------------- | --- |
| 1          | John Jay              |            | 26 septembre 1789 (par acclamation) | 19 octobre 1789 – 29 juin 1795       | George Washington             | |
| 2          | John Rutledge         |            | 15 décembre 1795 (10-14)            | 12 août 1795 – 28 décembre 1795      | George Washington             | Nomination rejetée par le Sénat. Il finit par démissionner après une tentative de suicide.                                                              |
|            | William Cushing       |            |                                     | 3 février 1796 – 5 février 1796      | George Washington             | Décline la nomination de juge en chef. Souvent, il n'est pas inclus dans la liste officielle mais il semble qu'il fut juge en chef pendant deux jours,. |
| 3          | Oliver Ellsworth      |            | 4 mars 1796 (21-1)                  | 8 mars 1796 – 15 décembre 1800       | George Washington             | |
| 4          | John Marshall         |            | 27 janvier 1801 (par acclamation)   | 4 février 1801 – 6 juillet 1835      | John Adams (F)                | Mort en cours de mandat |
| 5          | Roger Brooke Taney    |            | 15 mars 1836 (29-15)                | 28 mars 1836 – 12 octobre 1864       | Andrew Jackson (D)            | Mort en cours de mandat |
| 6          | Salmon P. Chase       |            | 6 décembre 1864 (par acclamation)   | 15 décembre 1864 – 7 mai 1873        | Abraham Lincoln (R)           | Mort en cours de mandat |
| 7          | Morrison Waite        |            | 21 janvier 1874 (63-0)              | 4 mars 1874 – 23 mars 1888           | Ulysses S. Grant (R)          | Mort en cours de mandat |
| 8          | Melville Fuller       |            | 20 juillet 1888 (41-20)             | 8 octobre 1888 – 4 juillet 1910      | Grover Cleveland (D)          | Mort pendant son mandat |
| 9          | Edward Douglass White |            | 12 décembre 1910 (par acclamation)  | 19 décembre 1910 – 19 mai 1921       | William Howard Taft (R)       | Antérieurement juge assesseur. Mort en cours de mandat                                                                                                  |
| 10         | William Howard Taft   |            | 30 juin 1921 (par acclamation)      | 11 juillet 1921 – 3 février 1930     | Warren G. Harding (R)         | Antérieurement juge assesseur. Président des États-Unis de 1909 à 1913                                                                                  |
| 11         | Charles Evans Hughes  |            | 13 février 1930 (52-26)             | 24 février 1930 – 30 juin 1941       | Herbert Hoover (R)            | Antérieurement juge assesseur |
| 12         | Harlan Fiske Stone    |            | 27 juin 1941 (par acclamation)      | 3 juillet 1941 – 22 avril 1946       | Franklin Delano Roosevelt (D) | Antérieurement juge assesseur. Mort en cours de mandat.                                                                                                 |
| 13         | Fred M. Vinson        |            | 20 juin 1946 (par acclamation)      | 24 juin 1946–8 septembre 1953        | Harry S. Truman (D)           | Mort en cours de mandat |
| 14         | Earl Warren           |            | 1er mars 1954 (par acclamation)     | 5 octobre 1953–23 juin 1969          | Dwight D. Eisenhower (R)      | Retraite |
| 15         | Warren Earl Burger    |            | 9 juin 1969 (74-3)                  | 23 juin 1969 – 26 septembre 1986     | Richard Nixon (R)             | Retraite |
| 16         | William Rehnquist     |            | 17 septembre 1986 (65-33)           | 26 septembre 1986 – 3 septembre 2005 | Ronald Reagan (R)             | Antérieurement juge assesseur. Mort en cours de mandat.                                                                                                 |
| 17         | John G. Roberts, Jr.  |            | 29 septembre 2005 (78-22)           | 29 septembre 2005 – en cours         | George W. Bush (R)            | |